# Хизан
Хиза́н (тур. Hizan, арм. Խիզան) — юго-восточный район турецкого ила Битлис.

## Известные уроженцы
- Ованес Хизанеци — армянский миниатюрист XIV века[2].
- Саид Нурси
- Кемаль Февзи — курдский писатель.